# Denver Dynamos
I Denver Dynamos furono una franchigia calcistica statunitense di Denver (Colorado) che militò nella North American Soccer League dal 1974 al 1975.

## Storia
I Dynamos si iscrissero al campionato NASL del 1974 e disputò due campionati. Né in quello d'esordio né in quello successivo (1975) arrivarono risultati di rilievo, in quanto la squadra in entrambe le occasioni non si qualificò per i play-off. Al termine della seconda stagione, anche a causa della scarsa affluenza (4.200 spettatori la media complessiva delle due stagioni) fu deciso quindi il trasferimento del marchio a Minneapolis per dare origine ai Minnesota Kicks.

## Allenatori
- Ken Bracewell (1974)
- John Young (1975)